# Tim Dekkers
Tim Dekkers (25 oktober 1960) is een Nederlandse journalist, schrijver, documentairemaker en docent.

## Opleiding
Na het Christelijk Lyceum in Arnhem volgde hij de School voor de Journalistiek in Utrecht.

## Loopbaan
Via zijn stage belandde hij op de sportredactie van Trouw om na drie jaar over te stappen naar de nieuwsdienst waarvoor hij onder meer schreef over de krakersrellen en aids.
In 1988 ging hij werken voor het NOS Journaal, waar hij zich als bureauredacteur specialiseerde in Oost-Europa en vervolgens actief was als politiek redacteur in Den Haag en als verslaggever van de oorlog in Bosnië. In 1997 trad hij in dienst bij het actualiteitenprogramma Netwerk van de AVRO, waarvoor hij lange reportages maakte over het opvanghuis De Kei in Utrecht; het kannibalisme over de overlevenden van een vliegramp in Argentinië; de vluchtelingenkampen in Afghanistan; en de oorlog in Irak (2003).
Sinds 2004 is hij zelfstandig journalist, documentairemaker en docent, onder meer aan de Hogeschool Utrecht en de Hogeschool Windesheim in Zwolle.
Als auteur publiceerde hij onder meer Je lust of je leven, waarin hij pleit voor een minder softe aanpak van onveilig vrijgedrag onder homoseksuele mannen. In de voorlichting over aids moet volgens hem duidelijker vertellen wat de risico's en gevolgen kunnen zijn.

## Documentaires
- 2017 - PrEP&Me
- 2021 - Hola Yumbo. The concrete gay paradise in Cran Canaria[2]
- 2023 - Their Own Life[3]